# Yuri Ruley
Yuri Zane Ruley (Tacoma, 3 giugno 1976) è un batterista statunitense, ex membro della band pop punk MxPx.
Entrò a far parte degli MxPx sin dalle loro origini, nel 1992, quando era solo uno studente delle scuole superiori.
Nel 2001 ha sposato la sua attuale moglie, Katie. Vivono entrambi a Bremerton.

## Discografia

### Album in studio
- 1994 - Pokinatcha
- 1995 - Teenage Politics
- 1996 - Life in General
- 1998 - Slowly Going the Way of the Buffalo
- 2000 - The Ever Passing Moment
- 2003 - Before Everything & After
- 2005 - Panic
- 2007 - Secret Weapon

### EP
- 1995 - On the Cover
- 1996 - Move to Bremerton
- 2001 - The Renaissance EP

### Compilation
- 1998 - Let It Happen
- 2002 - Ten Years and Running
- 2006 - Let's Rock

### Album Live
- 1999 - At the Show